# Władysław Poplatek
Władysław Poplatek (ur. 20 kwietnia 1907 w Stanisławowie, zm. 15 lutego 1994 w Lublinie) – polski duchowny rzymskokatolicki, teolog, profesor, dziekan Wydziału Teologii Katolickiego Uniwersytetu Lubelskiego.

## Życiorys
Ukończył studia filozoficzno-teologiczne na Uniwersytecie Jana Kazimierza we Lwowie (1926–1931). 28 czerwca 1931 przyjął w archikatedrze lwowskiej święcenia kapłańskie z rąk arcybiskupa Bolesława Twardowskiego. Z dniem 17 sierpnia otrzymał pierwszy dekret kierujący go do pracy duszpasterskiej na stanowisku wikariusza w powiatowym mieście Dolina, w borysławskim zagłębiu naftowym. Po dwóch latach, 17 sierpnia 1933 został przeniesiony do parafii pw. św. Mikołaja we Lwowie. 10 czerwca 1939 na podstawie rozprawy Pojęcie miłości ku Bogu w Piśmie Świętym uzyskał stopień doktora teologii moralnej.  W okresie II wojny czynnie włączył się w tajne nauczanie. Nieprzerwanie do 1944 prowadził wykłady z teologii moralnej, po wkroczeniu Armii Czerwonej do Lwowa został usunięty z macierzystej uczelni. Ze swoimi wykładami przeniósł się do Kalwarii Zebrzydowskiej tutaj mieściło się w latach 1945-1950 translokowane Lwowskie Wyższe Seminarium Duchowne. 
W latach 50. wykładowca w Wyższym Seminarium Duchownym w Nysie. Od 1957 pracownik Katolickiego Uniwersytetu Lubelskiego. W 1958 uzyskał habilitację, w 1969 tytuł profesora nadzwyczajnego. 
Wieloletni kierownik Katedry Teologii Moralnej Ogólnej i Sekcji Teologii Moralnej KUL. Dziekan i prodziekan Wydziału Teologii KUL.